# AFC Champions League Elite
De AFC Champions League Elite is een internationaal voetbaltoernooi voor Aziatische en Australische clubs dat jaarlijks georganiseerd wordt door de Asian Football Confederation (AFC).

## Landen die clubs mogen afvaardigen
Alleen clubs van landen die aan bepaalde criteria voldoen mogen deelnemen aan de Champions League. Het gaat hierbij onder meer om de sterkte van het land, de omvang en populariteit van de competitie, aantal internationale scheidsrechters, aantal geschikte stadions, marketing, media en infrastructuur.
Voor de clubs van de zwakkere landen is er de AFC Cup. Ook voor deelname aan dit toernooi gelden bepaalde criteria. Wordt niet aan de laagste criteria voldaan, mag een land helemaal geen clubs naar internationale toernooien afvaardigen.

## Opzet
Aan de groepsfase van de Champions League doen 32 clubs mee. Zestien daarvan komen uit het westelijke deel van de AFC, zestien uit het oostelijk deel. Het aantal clubs dat een land mag inschrijven is maximaal vier en hangt af van de mate waarin de verschillende landen ten opzichte van elkaar aan de eerder genoemde criteria voldoen. Van elk deelnemend land doet de landskampioen mee en als er meer plaatsen beschikbaar zijn, de winnaar van het nationale bekertoernooi, aangevuld met de beste clubs van de competitie. Ook de finalisten van de afgelopen AFC Cup mogen meedoen, mits het land van deze club aan de Champions League-criteria voldoet.
De tien sterkste landen zijn verzekerd van rechtstreekse kwalificatie van een of meerdere clubs in de groepsfase.
Via een voorronde met thuis- en uitwedstrijden wordt het aantal clubs teruggebracht tot 32. De groepsfase bestaat uit acht groepen van vier clubs waarbij de nummers een en twee doorgaan naar de knock-outfase. Hierin wordt via thuis- en uitwedstrijden naar een finale toegewerkt. Vanaf 2019 werd de finale als één wedstrijd gespeeld.

## Geschiedenis

### Aziatisch toernooi voor landskampioenen
In de periode 1967-1971 organiseerde de AFC het Aziatisch toernooi voor landskampioenen (Engels: Asian Champion Club Tournament), alleen in 1968 vond het niet plaats. Van deze vier edities werden er drie gewonnen door twee Israëlische clubs, Hapoel Tel Aviv FC (1967) en Maccabi Tel Aviv FC (1969 en 1971). De Iraanse club Taj won het toernooi in 1970. In 1972 werd het toernooi afgelast vanwege afzeggingen van alle clubs, op twee na. Het zou veertien jaar duren voor er met een opvolgend kampioenschap van start werd gegaan. Het ontbreken van professioneel voetbal in Azië, dat pas vanaf eind jaren 90 op gang kwam, was hier mede debet aan.

### Aziatisch kampioenschap voor landskampioenen
Volgens het model van de Europacup I ging de AFC in het seizoen 1985/86 van start met het Aziatisch kampioenschap voor landskampioenen (Engels: Asian Club Championship) . Dit kampioenschap bestond zeventien seizoenen. Van 1995 tot 2002 speelde de winnaar van dit kampioenschap tegen de winnaar van de Aziatische beker voor bekerwinnaars om de Aziatische supercup.

### AFC Champions League

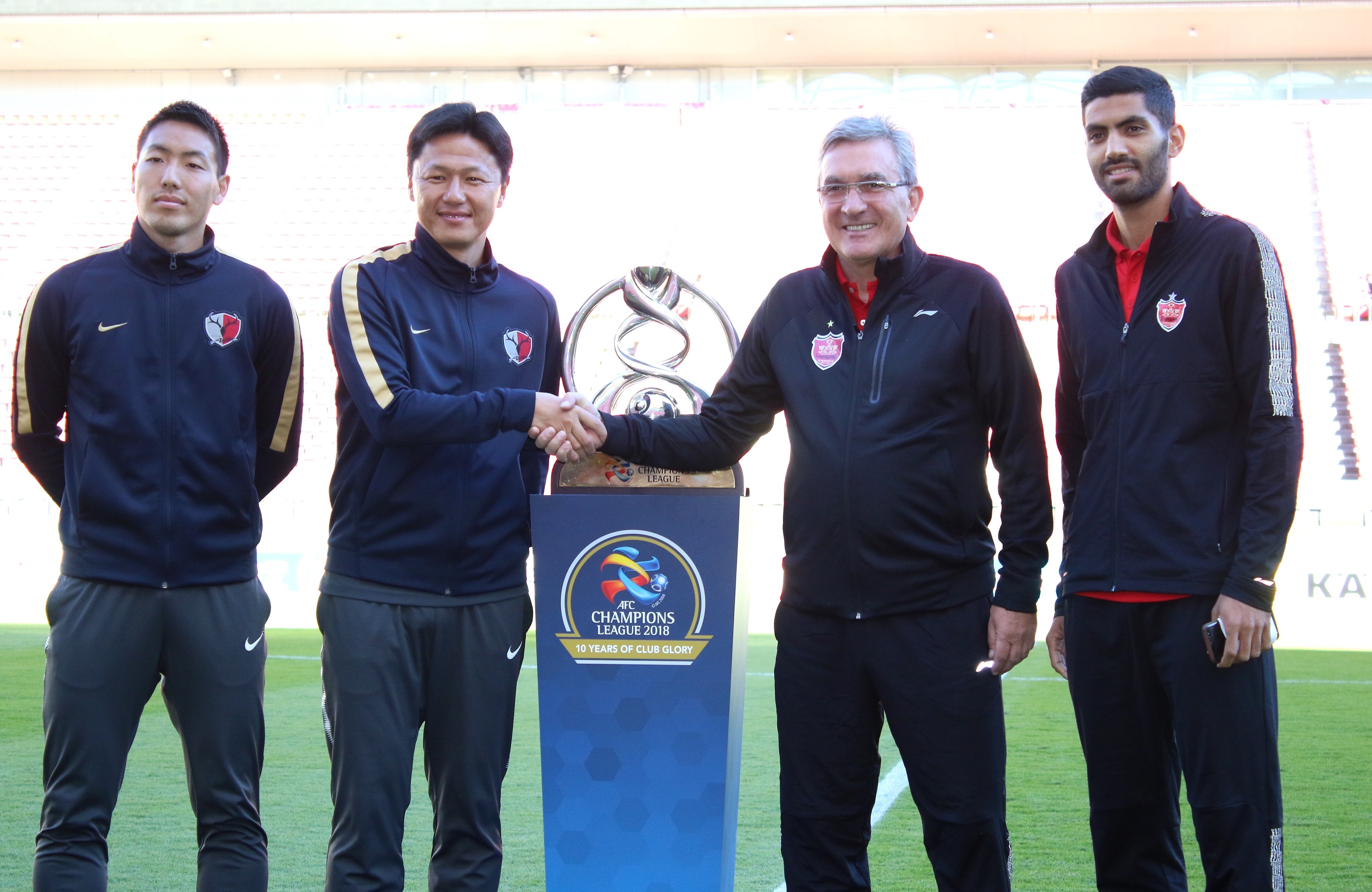
2018 ACL.

Vanaf het seizoen 2002/03 ging het huidige kampioenschap, dat te vergelijken is met de UEFA Champions League, van start. De Aziatische vorm is echter veel minder prestigieus dan de Europese tegenhanger. Het kwam in de plaats van het Aziatisch kampioenschap voor landskampioenen en de Aziatische beker voor bekerwinnaars.

## Finales

### Aziatisch toernooi voor landskampioenen
| Jaar | Winnaar          | Uitslag(en)   | Finalist        |
| ---- | ---------------- | ------------- | --------------- |
| 1967 | Hapoel Tel Aviv  | 2-1           | Selangor        |
| 1968 | niet gehouden    | niet gehouden | niet gehouden   |
| 1969 | Maccabi Tel Aviv | 1-0           | Yangzee         |
| 1970 | Taj              | 2-1           | Hapoel Tel Aviv |
| 1971 | Maccabi Tel Aviv | *             | Al Shorta       |
| 1972 | afgelast         | afgelast      | afgelast        |

* Al Shourta trok zich terug

### Aziatisch kampioenschap voor landskampioenen
| Jaar      | Winnaar                 | Uitslag(en)   | Finalist           |
| --------- | ----------------------- | ------------- | ------------------ |
| 1985–1986 | Daewoo Royals           | 3-1           | Al-Ahli Djedda     |
| 1986      | Furukawa                | groepswinnaar | groepswinnaar      |
| 1987      | Yomiuri                 | *             | Al-Hilal           |
| 1988–1989 | Al-Sadd                 | 2-3, 1-0      | Al-Rasheed **      |
| 1989–1990 | Liaoning                | 2-1, 1-1      | Nissan **          |
| 1990–1991 | Esteghlal               | 2-1           | Liaoning           |
| 1991      | Al-Hilal                | 1-1 ns (4-3)  | Esteghlal          |
| 1992–1993 | Pas Tehran              | 1-0           | Al-Shabab Riyad    |
| 1993–1994 | Thai Farmers Bank       | 2-1           | Oman Club          |
| 1994–1995 | Thai Farmers Bank       | 1-0           | Al-Arabi           |
| 1995      | Ilhwa Chunma            | 1-0           | Al-Nassr           |
| 1996–1997 | Pohang Steelers         | 2-1           | Ilhwa Chunma       |
| 1997–1998 | Pohang Steelers         | 0-0 ns (6-5)  | Dalian Wanda       |
| 1998–1999 | Júbilo Iwata            | 2-1           | Esteghlal          |
| 1999–2000 | Al-Hilal                | 3-2           | Júbilo Iwata       |
| 2000–2001 | Suwon Samsung Bluewings | 1-0           | Júbilo Iwata       |
| 2001–2002 | Suwon Samsung Bluewings | 0-0 ns (4-2)  | Anyang LG Cheetahs |

* Al-Hilal trok zich terug
** speelde eerst thuiswedstrijd

### AFC Champions League
| Jaar      | Winnaar                  | Uitslag(en)  | Finalist                |
| --------- | ------------------------ | ------------ | ----------------------- |
| 2002-2003 | Al-Ain                   | 2-1          | Tero Sasana             |
| 2004      | Al-Ittihad               | 6-3          | Suwon Samsung Bluewings |
| 2005      | Al-Ittihad               | 5-3          | Al-Ain                  |
| 2006      | Jeonbuk Hyundai Motors   | 3-2          | Al-Karamah              |
| 2007      | Urawa Red Diamonds       | 3-1          | Sepahan                 |
| 2008      | Gamba Osaka              | 5-0          | Adelaide United         |
| 2009      | Pohang Steelers          | 2-1          | Al-Ittihad              |
| 2010      | Seongnam Ilhwa Chunma    | 3-1          | Zob Ahan                |
| 2011      | Al-Sadd                  | 2-2 ns (4-2) | Jeonbuk Hyundai Motors  |
| 2012      | Ulsan Hyundai            | 3-0          | Al-Ahli Djedda          |
| 2013      | Guangzhou Evergrande     | 2-2, 1-1 (u) | Seoul                   |
| 2014      | Western Sydney Wanderers | 1-0, 0-0     | Al-Hilal                |
| 2015      | Guangzhou Evergrande     | 0-0, 1-0     | Al-Ahli                 |
| 2016      | Jeonbuk Hyundai Motors   | 2-1, 1-1     | Al-Ain                  |
| 2017      | Urawa Red Diamonds       | 1-1, 1-0     | Al-Hilal                |
| 2018      | Kashima Antlers          | 2-0, 0-0     | Persepolis              |
| 2019      | Al-Hilal                 | 2-0          | Urawa Red Diamonds      |
| 2020      | Ulsan Hyundai            | 2-1          | Persepolis              |
| 2021      | Al-Hilal                 | 2-0          | Pohang Steelers         |
| 2022      | Urawa Red Diamonds       | 1-1, 1-0     | Al-Hilal                |
| 2023–24   | Al-Ain                   | 1-2, 5-1     | Yokohama F. Marinos     |

### AFC Champions League Elite
| Jaar    | Winnaar | Uitslag(en) | Finalist          |
| ------- | ------- | ----------- | ----------------- |
| 2024–25 | Al-Ahli | 2 – 0       | Kawasaki Frontale |

Clubcompetities: AFC Champions League Elite · AFC Champions League Two · AFC Challenge League

Landencompetities: Aziatisch kampioenschap mannen · Aziatisch kampioenschap vrouwen

Voormalige competities: AFC Challenge Cup · AFC President's Cup · Aziatische supercup · AFC/OFC Cup Challenge · Aziatische beker voor bekerwinnaars · AFC Cup